# 瓦舒京斯科耶湖
56°53′49″N 39°03′43″E / 56.897°N 39.062°E
瓦舒京斯科耶湖（俄语：Вашутинское），是俄羅斯的湖泊，位於該國西部雅羅斯拉夫爾州，由佩列斯拉夫爾區負責管轄，面積3.08平方公里，最大水深3.5米。